# Big Green Lake
Green Lake, també conegut com a Big Green Lake (per a distingir-lo del Little Green Lake, que es troba a prop de Markesan), és un llac al comtat de Green Lake, Wisconsin, Estats Units. El Green Lake té una profunditat màxima de 237 ft (72 m), cosa que el converteix en el llac interior natural més profund de Wisconsin i el segon més gran pel que fa al volum. El llac té una superfície de 29.72 km2 (7,340 acres) i una profunditat mitjana de 30.48 m (100.0 ft). Green Lake té una riba de 43.94 km (27.30 mi), amb una costa que va des de penya-segats de gres fins a aiguamolls.

## Història

### Primers pobladors
La Nació Ho-Chunk de Wisconsin, també coneguda com a winnebagos, foren uns dels primers residents de la zona de Green Lake. Green Lake, també conegut com a Daycholah, és un lloc espiritual per als winnebago. Una llegenda descriu com cal dur regals per a l'Esperit de l'Aigua que viu sota el llac per a poder entrar-hi. Amb l'augment de colons europeus els winnebago foren obligats a traslladar-se forçosament per part del govern dels Estats Units diversos cops. Un cop foren desplaçats de la zona de Green Lake, foren traslladats a Iowa fins a l'establiment d'una reserva al comtat de Blue Earth, Minnesota.

#### Cap Highknocker

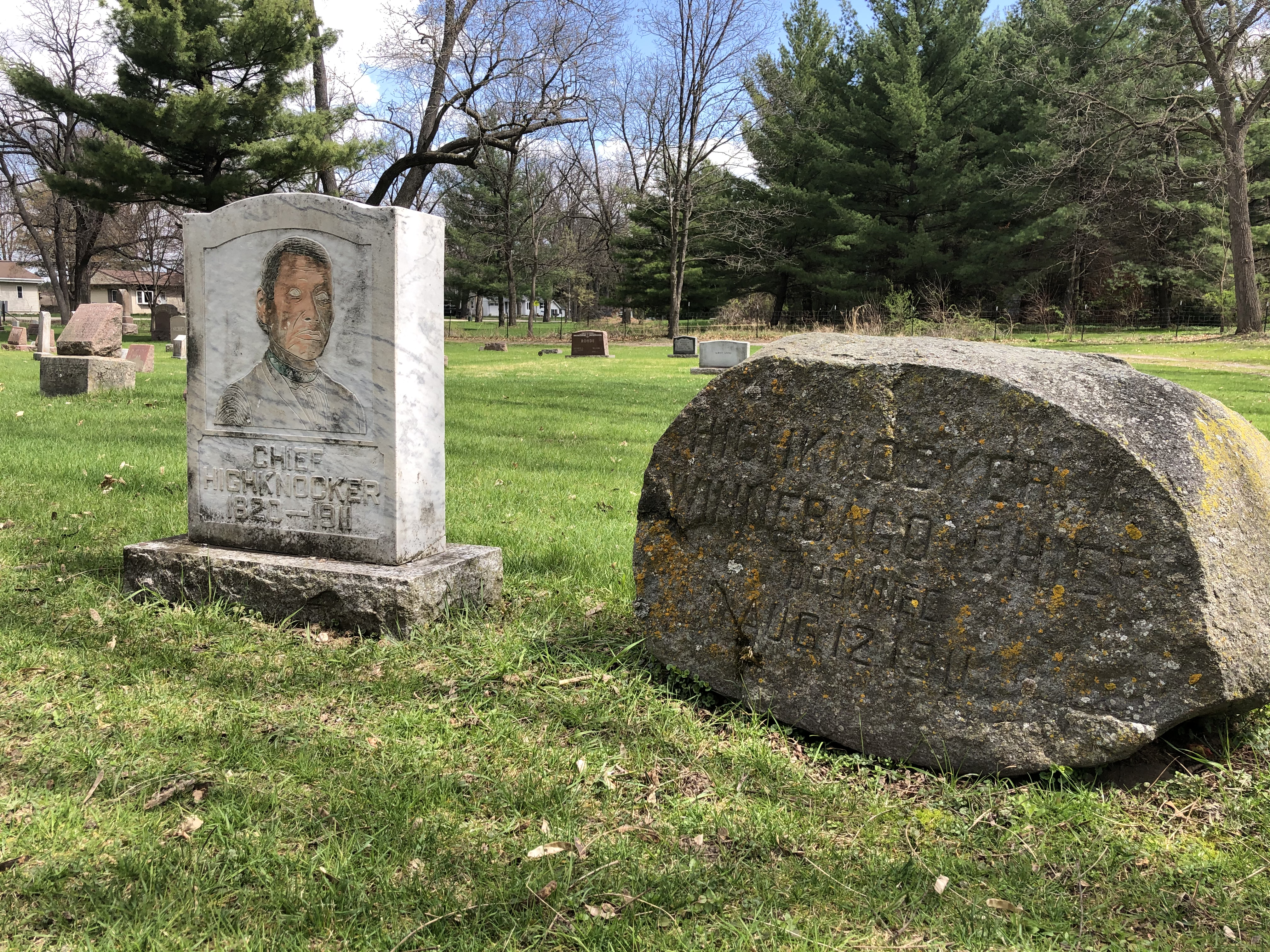
Tomba del cap Highknocker al cementiri de Dartford

El cap Highknocker fou el darrer cabdill que regnà a la zona de Green Lake. Nascut el 1820 amb el nom de pila d'Henaga, passà bona part de la seva vida entorn del llac, però es veié obligat a traslladar-se cap al nord degut al cada cop més gran presència de colons. Continuà visitant Green Lake cada estiu amb altres membres de la tribu. El 12 d'agost de 1911, als 91 anys, s'ofegà després de tenir una rampa mentre nedava al llac. La seva tomba al cementiri de Dartford està marcada per una gran roca amb una inscripció de la comunitat.

### Assentament europeu
En un principi els colons francesos l'anomenaren Lac Verde. El 1836 es podien comprar terres de Wisconsin demanant-ho a l'Oficina de Terres de Green Bay a 1,25 dòlars per acre. Anson Dart construí una presa amb Smith Fowler i el seu propi fill intentant augmentar el nivell del llac, donant lloc a l'epònim de Dartford (ara anomenat Green Lake). L'any següent Dart construí una serradora que utilitzava el canal del molí creat durant la construcció de la presa. L'èxit de la presa en elevar el nivell del llac permeté la construcció de diversos molins al voltant de Green Lake. Durant un breu temps a finals del s. XIX s'emplenà la costa del llac amb grans hotels de fusta i un casino a la ciutat de Green Lake. Un d'aquests hotels fou el Pleasant Point, que obrí a principis de la dècada de 1880. El nom "Green Lake" prové del color verd de les seves aigües profundes. La ciutat de Green Lake és a la riba nord-est de la badia Dartford.

#### Lone Tree Farm
Degut a la proximitat al llac la terra era ideal per al conreu. El 1888 Victor i Jessie Lawson compraren un terreny anomenat Lone Tree Point que més tard es convertiria en Lone Tree Farm. Victor Lawson era editor d'un diari i filantrop, i la seva dona Jessie era la principal planificadora del seu terreny. Junts, els Lawson desenvoluparen uns 1.100 acres de terreny que, avui dia encara s'usa avui com a centre de conferències religioses. La finca té carreteres, un hangar per a vaixells i, en aquell moment, el dipòsit lleter més gran de Wisconsin.

## Geografia
La ciutat de Green Lake, amb una població de 828 habitants el 2018 és a la riba nord-est, a la desembocadura del riu Puchyan. Hi ha set terrenys i parcs públics al llac o a prop: Sunset Park, Daycholah Lookout, Dodge County Park, Hattie Sherwood Park, Deacon Mills Park, Friday Club Park i Playground Park. El llac té tres platges: Hattie Sherwood Beach, Dodge Country Park Beach i Sunset County Park. Hi ha vuit embarcadors d'accés públic a Green Lake.
Green Lake és a la conca hidrogràfica del Green Lake, que abasta tres comtats. La major part de la conca hidrogràfica es troba al comtat de Green Lake, amb petites porcions de la conca hidrogràfica dins dels límits occidentals dels comtats de Winnebago i de Fond Du Lac. Es troba dins de la conca hidrogràfica de l'Upper Fox River, que forma part de la conca hidrogràfica dels Grans Llacs.
Spring Lake i Twin Lakes són tres petits llacs al sud de la riba sud que desemboquen al Green Lake.
Green Lake té diverses badies, cales, puntes i penínsules. A la riba nord, d'oest a est, hi ha: Beyers Cover a la vora occidental de la riba nord; Sugar Loaf, una península amb un alt penya-segat; Norwegian Bay, delimitada a l'oest per Sugar Loaf; Pigeon Cove i Malcolm Bay a la riba nord central; i Dartford Bay, envoltada per la ciutat de Green Lake, a la desembocadura principal del riu Puchyan. Al llarg de la riba sud, d'oest a est: Blackbird point, una petita protuberància; la badia Dickinson, una petita badia a la riba sud centre-oest; Sandstone Bay; i Sandstone Bluff, un punt que limita amb la Sandstone Bay per l'est.
Ús del sòl a la conca hidrogràfica de Green Lake :
| Cobertura del sòl  | Acres     | % Àrea total |
| Agricultura        | 44.639,76 | 65           |
| Terra oberta/aigua | 10.665,47 | 15.53        |
| Boscos             | 6.016,07  | 8,76         |
| Aiguamolls         | 3.935,17  | 5,73         |
| Suburbà            | 2.211,38  | 3.22         |
| Urbà               | 597,49    | 0,87         |
| Praderia           | 556,28    | 0,81         |
| Erms               | 48,07     | 0,07         |
| Total              | 68.676,55 | 100          |

## Geologia

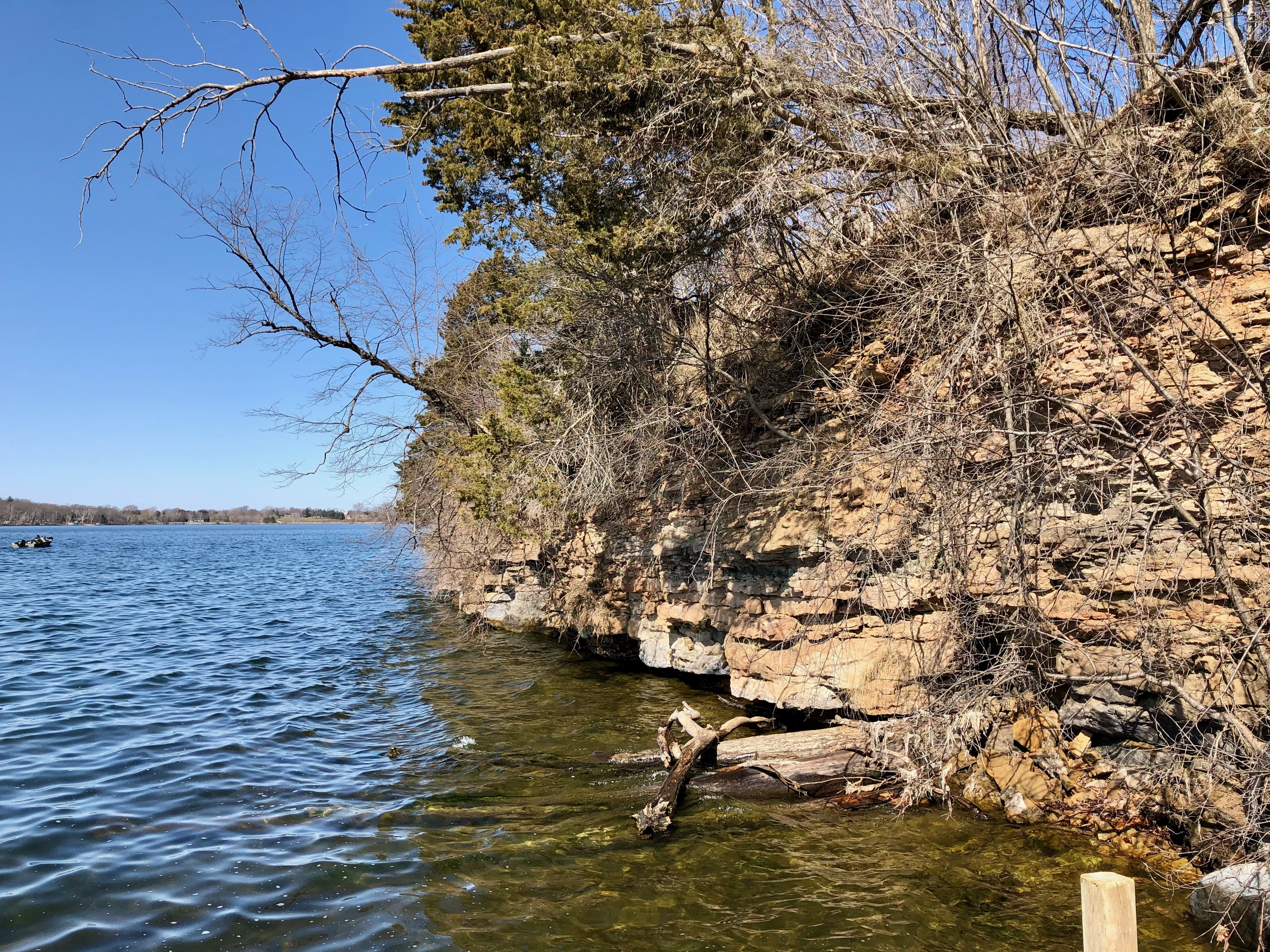
La riba del Green Lake al llarg de Lone Tree Point

La conca del Green Lake es troba dins d'una vall fluvial formada abans de la glaciació de Wisconsin. Podria ser que el moviment de la glacera també aprofundís la vall i que en suavitzés els vessants. Finalment, la vall es va inundar quan una morrena recessiva va assolir 90 m (300 ft) d'alçada van bloquejar la sortida de l'aigua a l'extrem oest de la conca durant l'etapa Cary de retracció glacial. La conca sobretot està formada de gresos Potsdam. Just sota la superfície de l'aigua comença una capa de gresos Madison (7.5 m (25 ft) de gruix), seguits de dolomites, gresos St. Peter (30 m (98 ft) de gruix), i calcàries Trenton. La costa és diversa, i va des de platges de sorra fins a pantans i penya-segats escarpats on la roca mare queda exposada, com a la imatge de l'esquerra.
L'activitat glacial responsable de la creació de la morrena del Green Lake també esculpí la topografia circumdant. El terreny està cobert de drumlins, valls i carenes paral·leles amb cims ondulats que arriben a una alçada de 30–60 m (98–197 ft) . Aquestes crestes estan cobertes per una fina capa de till glacial format sobretot a partir de sorra erosionada dels gresos de la zona.
L'augment del nivell de l'aigua provocat per la construcció de la presa al capdamunt del Puchyan ha tingut un gran impacte en la costa del llac, sobretot creant moltes platges immadures. La maduresa d'aquestes platges ve dictada per la composició de la costa, on els materials més fins i solt s'erosionen molt més ràpidament fins i tot les seccions fràgils de roca mare exposada. Aquestes zones més soltes maduren més ràpidament. En zones més madures, els rocs dels estrats que el gel manté empesos contra la costa proporcionen protecció contra l'erosió.

## Hidrologia

### conca de drenatge
Amb 72.24 m (237.0 ft) de profunditat i un volum de 0.9390 km3 (761,300 acre·ft) el Green Lake és el llac interior natural més profund de l'estat i el segon més gran pel que fa al volum. Wazee Lake, un llac artificial, el super en profunditat; i el llac Winnebago en volum. La part més profunda i escarpada de la conca és a prop de l'extrem oest, mentre que el terç oriental és el menys profund. El pendent màxim és del 33% a Lucas Bluff, una gran paret rocosa a la riba sud-est. Hi ha bancs de sorra a Malcolm Bay i a l'extrem est del llac El llac té una llargada màxima d'11.75 km (7.30 mi). Això, en teoria, permet una alçada màxima de les ones de la superfície d'1.14 m (3.7 ft).
Green Lake és a la conca hidrogràfica de Big Green Lake, que té una conca hidrogràfica de 277.9 km2 (107.3 sq mi). Majoritàriament la conca és al comtat de Green Lake, però s'estén cap a l'est fins a part dels comtats de Fond du Lac i Winnebago. A més del Green Lake, la conca hidrogràfica inclou Spring Lake i els llacs East Twin i West Twin.

### Afluents i sortida
Els components del balanç hídric de la conca de Green Lake són, en percentatges aproximats: precipitació directa, 51%; aigua superficial, 41%; aigua subterrània, 8%. Vuit rierols aporten el subministrament d'aigua superficial, el més gran dels quals és Silver Creek, que desemboca a l'extrem est del llac. Els altres set són Hill Creek, White Creek, Dakin Creek, Wurches Creek, Roy Creek, Spring Creek i Assembly Creek. El principal desguàs és el riu Puchyan, un afluent del curs superior del riu Fox que pertany a la conca hidrogràfica del llac Michigan. Això fa que el Green Lake sigui un llac de drenatge, un llac en què domina el flux superficial. Una presa a la sortida manté el nivell de l'aigua del llac al voltant d'1.52 m (5.0 ft) més alt que el nivell natural. El Green Lake té un temps de retenció de 21 anys, relativament llarg per a un llac temperat de la seva mida. Això té implicacions per a la salut ecològica del llac, ja que amb taxes de desbordament tant baixes, hi ha un gran retard en la reversió dels canvis de fertilitat.

## Química i qualitat de l'aigua

### Temperatura
La temperatura mitjana més alta registrada el 2018 fou de 27.2 °C (81.0 °F). La cobertura mediana pel glaç en 67 temporades (1939/40-2005/06) fou de 87 dies. Green Lake ha perdut més de 25 dies de cobertura pel glaç des del 1940 i, al ritme actual, continuarà perdent un dia de cobriment pel glaç cada tres anys. A aquest ritme, s'estima que el Green Lake no tindrà capa de glaça el 2087.

### Oxigen
L'oxigen dissolt (OD) és clau per a la salut dels ecosistemes aquàtics. És essencial per al metabolisme de tots els organismes aeròbics, i per tant controla la seva distribució, comportament i proliferació dins de l'ecosistema. Si s'esgota l'oxigen, aquests organismes moriran o no es desenvoluparan bé. L'oxigen també reacciona amb molts altres compostos, influint en la seva disponibilitat i formes químiques. Degut a la seva estratificació tèrmica, la concentració d'oxigen dissolt (DO) al Green Lake disminueix a través de la termoclina i cap a l'hipolimni. Una de les característiques més interessants del perfil d'OD de Green Lake és un mínim d'oxigen metalimnètic pronunciat, documentat a la literatura des del 1900 a una profunditat de 10 m (33 ft) i amb un gruix de ~ 3 m (9.8 ft) . L'oxigen dissolt baixa de ~9 mg/L a ~4 mg/L abans de rebotar i disminuir lentament cap a l'hipolimni. Fonamentant-se en altres característiques químiques com el pH i la fluorescència de la clorofil·la a aquesta profunditat, és probable que el mínim d'oxigen metal·linètic sigui el resultat d'una concentració deguda a la respiració del plàncton. La qualitat ambiental es pot jutjar pels nivells d'oxigen. Com que el nivell de DO és <5 mg/L, el 2014 el llac fou classificat com a "deteriorat" pel DNR de Wisconsin. El baix OD en aquesta banda representa un perill per als organismes aeròbics i té el potencial d'expandir-se.
Una altra amenaça a la qual s'enfronta el llac és la disminució de l'oxigen hipolimnètic. Una anàlisi paleolimnològica realitzada en sediments de les conques profundes del llac desvelà tendències d'esgotament de l'oxigen des del 1950. Tot i que les aigües profundes encara no estan mancades d'oxigen, l'oxigen s'està esgotant més ràpidament que al 1950. Això és el resultat de l'augment de la disponibilitat de nutrients (nitrogen i fòsfor) a l' epilimnion, cosa que augmenta la productivitat biològica. A mesura que aquests organismes moren, s'enfonsen i es descomponen aeròbicament, fent que l'oxigen s'esgoti.

### Nitrogen i fòsfor
El nitrogen és essencial en moltes biomolècules, com els aminoàcids, i juguen un paper en la biosenyalització. També és un producte excretor important del bestiar i un ingredient clau en els fertilitzants, els quals tenen un paper clau a la conca de drenatge del Big Green Lake, densament cultivada. El fòsfor també és un element clau en els éssers vius, constituint molècules com els àcids nucleics i les membranes fosfolipidiques. Igual que el nitrogen, és un producte excretor important del bestiar i un ingredient clau en els fertilitzants. El nitrogen i el fòsfor sovint s'identifiquen com a nutrients limitants en els ecosistemes aquàtics, ja que la seva disponibilitat és limitada en relació amb la seva demanda a l'ecosistema. Si augmenta la disponibilitat de fòsfor, també augmentarà la proliferació de les algues, cosa que disminuirà la qualitat de l'aigua. L'augment de la concentració de fòsfor és l'amenaça més urgent per a la salut del Green Lake Els valors totals de fòsfor a l'epilimni oscil·len entre 10 μg/L i 50 μg/L. Degut a aquesta variació i els límits de confiança associats del nivell mitjà de fòsfor total de 17,2 μg/L, el llac no compleix la designació de "deteriorament" de >15 μg/L de fòsfor. Tanmateix, és probable que el llac estigui deteriorat. L'augment del fòsfor probablement sigui el culpable de la depleció de l'oxigen hipolimnètic i del mínim d'oxigen metalimnètic esmentats abans. Com que la majoria dels afluents desemboquen a l'extrem est del llac, el fòsfor sovint és més alt en aquest punt del llac. Els esforços de gestió actuals dels llacs se centren principalment en el seguiment i la reducció de la càrrega de fòsfor a la conca mitjançant el control de l'erosió, l'escolament i l'ús de fertilitzants.
La conductància específica oscil·la entre 502,80 i 532,88 mS per centímetre.

## Flora i fauna

### Flora
Vegetació aquàtica trobada en un recent estudi més recent. La llista no és exhaustiva, es mostrenn les espècies més freqüents:
| Emergent                       | Flotant          | Submergit               |
| ------------------------------ | ---------------- | ----------------------- |
| Carex comosa                   | Nymphaea odorata | Ceratophyllum           |
| Sagittaria rigida              |                  | Chara                   |
| Schoenoplectus acutus          |                  | Elodea canadensis       |
| Schoenoplectus tabernaemontani |                  | Heteranthera dubia      |
| Sparganium eurycarpum          |                  | Myriophyllum sibiricum  |
| Typha                          |                  | Najas flexilis          |
| Eleocharis acicularis          |                  | Nitella                 |
|                                |                  | Potamogeton berchtoldii |
|                                |                  | Potamogeton foliosus    |
|                                |                  | Potamogeton friesii     |
|                                |                  | Potamogeton illinoensis |
|                                |                  | Potamogeton nodosus     |
|                                |                  | Potamogeton praelongus  |
|                                |                  | Potamogeton perfoliatus |
|                                |                  | Potamogeton compressus  |
|                                |                  | Ranunculus aquatilis    |
|                                |                  | Ruppia cirrhosa         |
|                                |                  | Ranuncle aquàtic        |
|                                |                  | Stuckenia pectinata     |
|                                |                  | Vallisneria americana   |
|                                |                  | Zannichellia palustris  |
|                                |                  |                         |

Les espècies de plantes aquàtiques natives més abundants que es troben al Green Lake, segons la freqüència d'aparició litoral, són: Ceratophyllum, amb un 53%; Stuckenia pectinata, amb un 15%; Vallisneria americana, amb un 13%; i ranuncle aquàtic, amb un 12%.

### Peixos
Green Lake és una zona de pesca molt productiva i molt utilitzada. A causa de la seva profunditat, admet tant la pesca d'aigües càlides com d'aigües fredes, tot i que predominen les espècies de la pesca d'aigües càlides. S'han documentat 40 espècies de peixos a Green Lake.

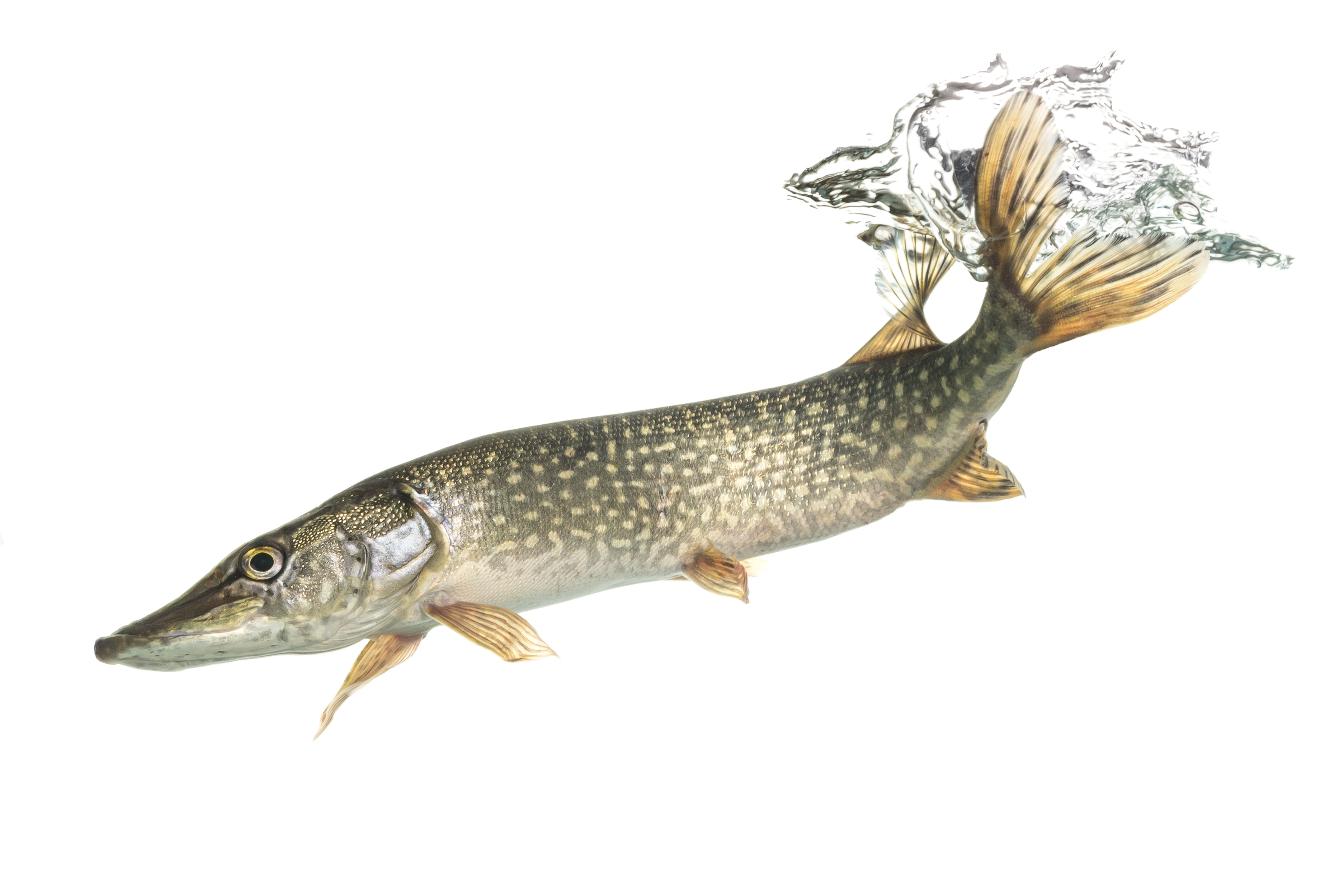
Esox lucius

#### Espècies comunes de pesca d'aigües càlides

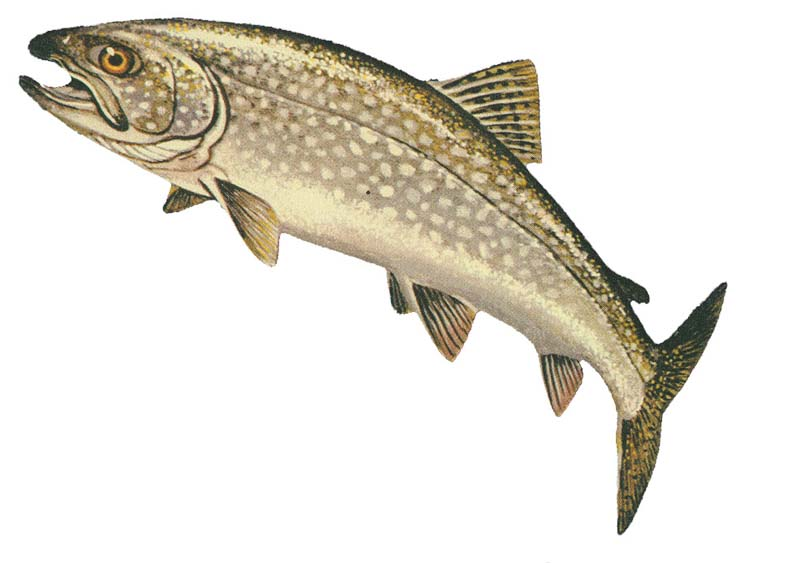
Salvelinus namaycush

- Perca americana
- Perca americana de boca petita
- Sander vitreus
- Lluç de riu
- Morone chrysops
- Ictalurus punctatus
- Lepomis macrochirus
- Pomoxis nigromaculatus
- Pomoxis annularis
- Perca groga
- Ambloplites rupestris
- Esox masquinongy (alliberaments)
- Carpa

#### Pesca d'aigua freda
- Cisco (Coregonus spp.)
- Salvelinus namaycush (poblada)
- Salvelinus namaycush × Salvelinus fontinalis (híbrid)
- Truita de rierol
- Truita comuna
- Truita arc de Sant Martí

## Ecologia

### Ecologia de la pesca d'aigües càlides
Tant la perca americana de boca petita com la perca americana es reprodueixen de manera natural i mantenen poblacions estables al llac. La perca americana és susceptible a la pèrdua d'hàbitat degut a la poca quantitat d'hàbitat litoral amb vegetació. La perca americana de boca petita prospera al llac gràcies als fons rocosos i escarpats, i el lluç de riu manté naturalment una baixa població a Green Lake. La pesca selectiva, l'hàbitat litoral limitat, l'escalfament de finals de primavera i la depredació d'ous i alevins limiten la mida de la població. De la mateixa manera, el lluç de riu també es veu limitat per la degradació de l'hàbitat on fresa degut a la urbanització, la navegació i la presència de carpes. La pesca amb canya també exerceix una forta pressió sobre la població, per això s'han implementat límits de mida i de captura per ajudar a reduir la pressió. Els peixos de mida mitjana mantenen poblacions saludables, però la pesca amb canya i la urbanització de la costa representen les principals amenaces. La pèrdua de vegetació arbòria costanera també és especialment perjudicial.
Els estudis també s'han centrat en la salut de les poblacions de peixos no cinegètics en relació amb la salut dels ecosistemes. A Green Lake, espècies com el lluentó negre, el dard d'Iowa i l'escultura clapejada no toleren les pertorbacions ambientals i, per tant, serveixen com a espècies indicadores de la salut del llac. A més de les pertorbacions provocades per les carpes, la urbanització de la costa i la navegació, les floracions de cianobacteris, els musclos zebra i la proliferació d'algues filamentoses també poden representar factors limitants per a la salut de l'hàbitat i el creixement dels peixos.

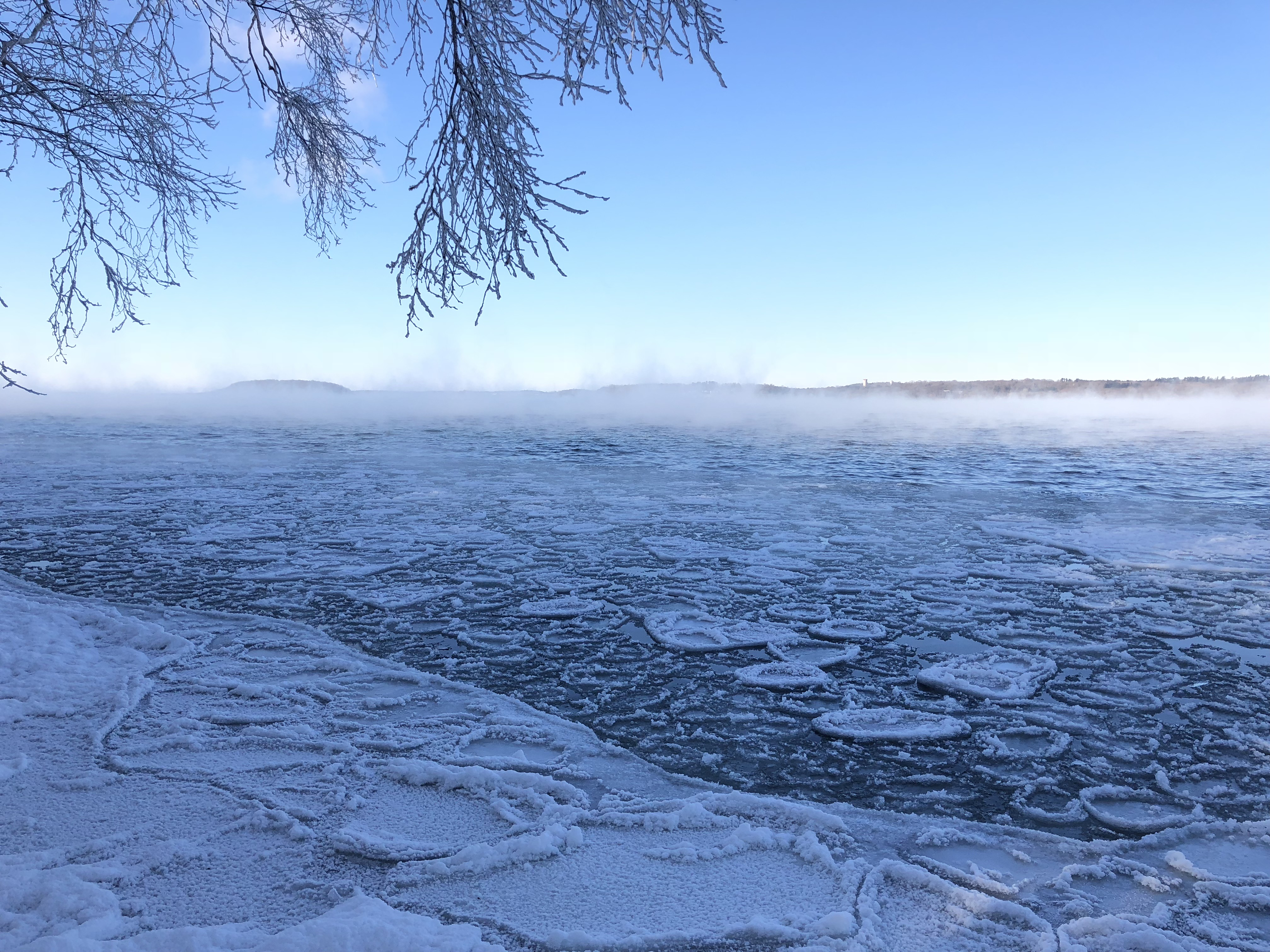
Glaç a la riba sud del Green Lake, prop de Tuleta Hills

### Ecologia de la pesca d'aigua freda
Els cisco són originaris de Green Lake i es pesquen regularment. Són molt sensibles als canvis ambientals i les seves poblacions estan en constant canvi. Estudis recents a Green Lake han mostrat que la població de ciscos ha disminuït lleugerament, possiblement degut als efectes ecològics de l'eutrofització. El canvi climàtic amenaça greument els cisco, i les seves poblacions podrien reduir-se entre un 30 i un 70%. La truita de llac és l'espècie més preuada de la pesca d'aigua freda, i el WDNR emmagatzema 25.000 cries anualment. Aquests peixos es crien a les instal·lacions de cria de peixos de la Cooperativa de Green Lake, propietat del Districte Sanitari de Green Lake i gestionada conjuntament amb el WDNR. Hi ha hagut informes de cicatrius en truites de llac adultes, cosa que suggereix un possible conflicte amb el muskellunge en els límits entre les pesqueres d'aigües càlides i fredes. Una de les principals amenaces a què s'enfronten els peixos de la pesca d'aigües fredes és l'esgotament d'oxigen, especialment a la conca profunda occidental. La truita de llac rècord del llac interior de Wisconsin va ser capturada al llac Big Green per Joseph Gotz l'1 de juny de 1957 i pesava 35 lb 4 oz (16.0 kg). El cisco rècord de Wisconsin va ser capturat al llac Big Green el 12 de juny de 1969 per Joe Miller i pesava 4 lb 10.5 oz (2.11 kg).

### Vegetació aquàtica i algues
Es va trobar que la majoria de la vegetació aquàtica creixia a una profunditat de 4,27 m i una profunditat màxima de 7,01 m. De totes les espècies observades, la cua de gallina i hybrid water milfoil  Myriophyllum sibiricum foren les que més freqüènts. La cua de gallina és una espècie aquàtica comuna a Wisconsin i és capaç de sobreviure i prosperar en zones amb deficiència de llum, ja que rep la majoria dels nutrients de l'aigua. La capacitat de créixer en zones més profundes de la zona litoral permet que la cua de llop proporcioni hàbitat per a invertebrats i peixos. Espècies com la carpa i el musclo zebrat han contribuït a la degeneració de les espècies de plantes aquàtiques poc profundes. Les altes concentracions de nutrients contribueixen a la proliferació d'algues que pot tenir efectes negatius en el futur.

## Preocupacions mediambientals

### Contaminació
Abans de l'assentament europeu, el llac es considerava oligotròfic, és a dir, que tenia una baixa productivitat biològica i una bona qualitat de l'aigua segons un índex d'estat tròfic. Avui dia es considera Green Lake un llac mesotròfic degut a l'augment de la càrrega de nutrients per causes naturals i antropogèniques. Des de llavors la qualitat de l'aigua ha disminuït i es considera "deteriorada" segons els estàndards establerts a Clean Water Act de l'Agència de Protecció Ambiental .

### Espècies invasores

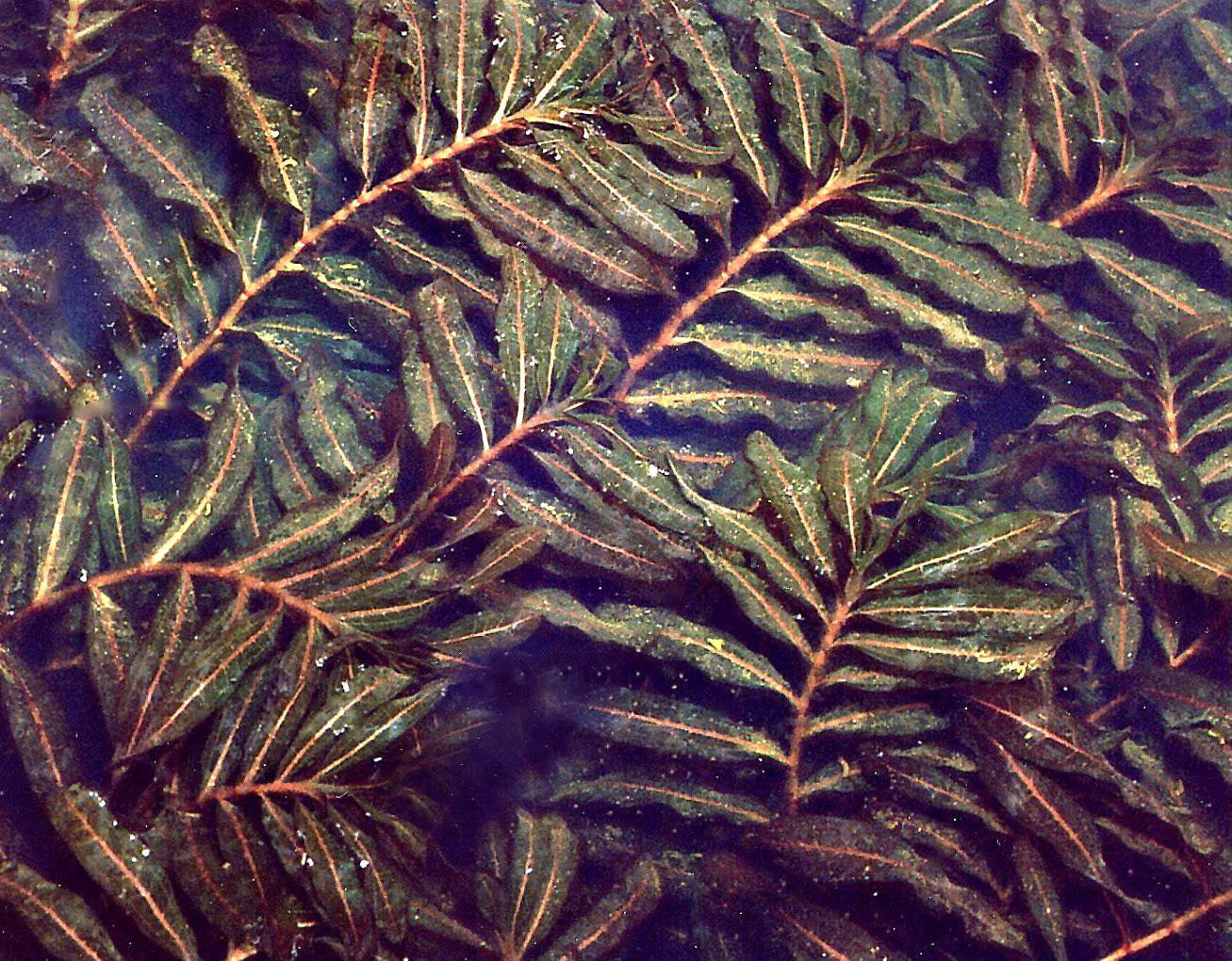
Potamogeton crispus

#### Flora invasora
El mil·lenyal d'aigua híbrid i l'allau de fulla arrissada s'han documentat a Green Lake des del 1971. Un estudi del 2014 va mostrar que el mil·lenil d'aigua híbrid va augmentar la seva dominància fins a constituir el 25% de les espècies de plantes aquàtiques. L'espècie vegetal singular que es va trobar més sovint al llac el 2015 va ser el mil·lenyal d'aigua amb un 20% de freqüència relativa. Una altra espècie de planta invasora, la nàiade espinosa (Najas marina), en un estudi del WDNR del 2007 es va documentar , però no es va observar a l'estudi del .

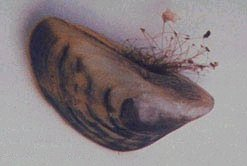
Musclo zebrat

- Llapó anguilenc
- Llapó híbrid
- Llapó fullat
- Salicaria purpurea
- Phalaris arundinacea

#### Fauna invasora
La carpa ha contribuït a la degradació de les espècies vegetals i dels llocs de fresa a les àrees somes del llac, a més de l'aportació de Silver Creek i el proper County K Marsh. La col·locació de barreres per a carpes ha contribuït a la regeneració de les espècies de plantes aquàtiques a l'entrada de Silver Creek, però no a County K Marsh. El control sense èxit a County K Marsh s'atribueix als alts nivells de fòsfor que entren des de Silver Creek. Tant les espècies de musclos zebrats com les de Dreissena bugensis influeixen positivament en el creixement de l'espècie d'alga verda Cladophora glomerata. La població de Cladophora ha anat augmentant constantment des del 1921 fins al elevats nivells actuals. Aquesta alga verda en particular prospera en altes concentracions de nutrients i la seva alta densitat té conseqüències ecològiques. Entre aquests fomenten l'expansió de les poblacions de musclos zebra i Dreissena bugensis i inhibeixen la reproducció de poblacions de peixos autòctons
- Carpa
- Musclos zebrats
- Dreissena bugensis
- Meduses d'aigua dolça

## Desenvolupament i gestió

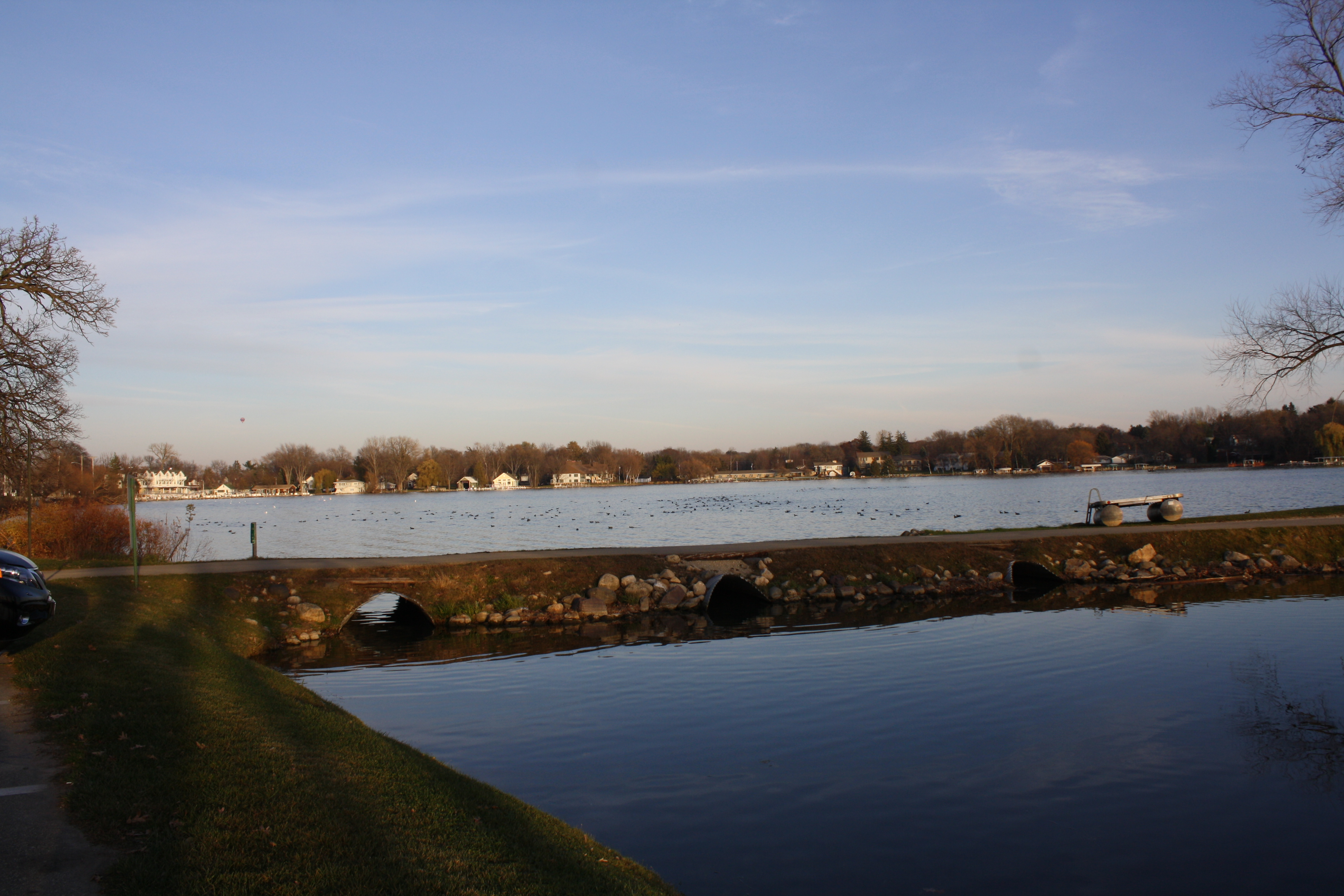
Vista sobre el llac Green a la ciutat de Green Lake

Hi ha tres organitzacions associades amb la gestió de Green Lake: Green Lake Association, Green Lake Sanitary District  i Green Lake Conservancy (també coneguda com a Green Lake Preservation Society).

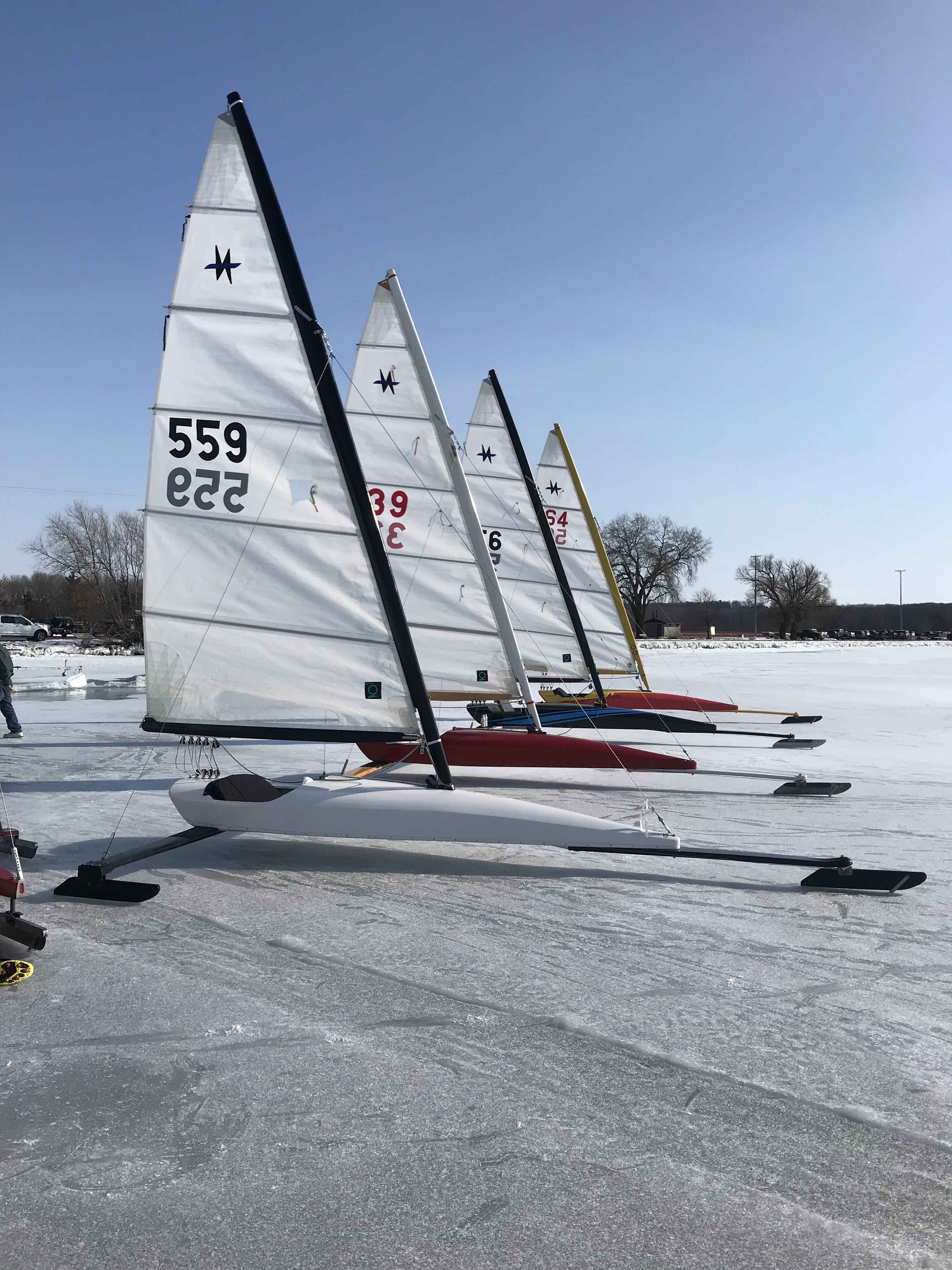
Una línia de vaixells de gel al Green Lake

### Green Lake Conservancy
La Green Lake Conservancy és una organització dedicada a la preservació de les terres que envolten Green Lake. L'organització treballa adquirint propietats ambientalment sensibles, com ara boscos o aiguamolls, i protegint-les mitjançant la seva conservació. Després es gestionen en cooperació amb el WDNR i el Districte Sanitari de Green Lake. Fins ara han protegit 15 propietats al voltant del llac.

### Green Lake Association
Fundada el 1951, la Green Lake Association (GLA) és una associació sense ànim de lucre 501 (c) (3). Entre els seus membres hi ha gairebé 800 llars i empreses de la conca hidrogràfica. Se centren en la qualitat de l'aigua de la conca hidrogràfica del Big Green Lake.

## Activitats recreatives
El llac i la topografia que l'envolta ofereixen l'escenari d'una panòplia d'activitats recreatives durant tot l'any. Durant l'estiu són habituals activitats com la navegació, l'esquí aquàtic, el surfesquí, el tubing, la natació, la vela, la moto aquàtica, el caiac, el piragüisme, surf de rem i pesca. El port esportiu de Dartford Bay ofereix accés a la ciutat amb vaixell i condueix al Deacon Mills Park.
Fora de l'aigua, també hi ha una extensa xarxa de rutes i senders per a bicicletes i senderistes. També hi ha diversos camps de golf al seu voltant.
Tot el llac es congela gradualment durant l'hivern. Al gel si sol practicar patinatge sobre gel, hoquei, pesca sobre gel, motos de neu i trineu de vela. Fora del gel, hi ha oportunitats per practicar esquí de fons, raquetes de neu i motos de neu.